# Cesar Millan
Cesar Millan, född som César Millán Favela 27 augusti 1969 i Culiacán, Mexiko, är en självlärd hundtränare. Han är mest känd från TV-serien Mannen som talar med hundar som visats på National Geographic Channel och Sjuan i Sverige. Han är känd för sitt sätt att hantera hundar och för att kunna rehabilitera nästan vilka hundar som helst.

## Biografi

### Uppväxt
Millan växte upp på sina farföräldrars gård i Ixpalino. Redan då började han att studera hundars beteende i och med att hans farfar hade ganska många hundar som gick omkring fritt på gården. I samband med att Millan senare började skolan flyttade han och hans föräldrar till staden Mazatlán. På sin fritid tränade han bland annat judo.
När Millan var 14 fick hans pappa jobb som fotograf åt regeringen. Han sparade ihop så mycket pengar att de kunde flytta till en finare del av staden. Millan började att titta på rin tin tin och Lassie. Han drömde först om att bli statist, men insåg snart att han hade en annan förmåga. När Millan fyllt 21 ville han emigrera till USA, men hade för lite pengar. Hans familj lyckades dock skrapa ihop hundra dollar, och den 23 december 1990 korsade Millan gränsen till USA, i närheten av Tijuana. Han saknade visum för inresan, och befann sig således i USA som illegal invandrare. Han kunde inte heller någon engelska.

### Karriär
Redan som ung drömde Millan om att bli världens bästa hunddressör. Under sin uppväxt Mexiko tog han hand om herrelösa hundar och dresserade dem. Han kallades El Perrero ("hundmannen") av människor i hans närhet. 
I USA blev Cesar nästan upprörd när han såg hur mycket kärlek hundarna fick där. Det fanns lyxfrisörer som piffade upp hundarna och kammade till hundarna. Människor släppte hundarna lösa så att de kunde springa omkring hit och dit. Millan ville hjälpa dessa människor med hundarna eftersom han visste att detta inte var naturligt för husdjuren. Han fick hjälp av två damer som ägde en hundsalong, och i samband med detta lärde han sig också engelska. Efter det arbetade han på ett slags hundcenter. Många på hundcentret märkte att Cesar hade en speciell förmåga när det gällde hundar. Han fick börja med att gå ut med tre små hundar, men han kunde snart klara av att ta tre rottweiler. Han har arbetat med kändisar som Oprah Winfrey, Nicolas Cage och Will Smith, och så småningom tog hans karriär fart. Cesar Millans metoder och teorier kritiseras starkt av bland annat etologer, veterinärer och i djurrättsliga kretsar då Millan förespråkar aversiv träning, smärtredskap och bestraffningsmetoder som saknar vetenskapligt stöd för att de skulle vara lämpliga att tillämpa på hundar. 
Utöver sina TV-shower har Cesar Millan skrivit flera böcker, bland dem Cesar och hans hundar. I den boken lär han ut lite av sina självlärda kunskaper blandat med hur en hund fungerar ur hans perspektiv. Man får också tips om förberedelser innan man skaffar hund. Vi får även en liten inblick i var Millan växte upp och följa hans väg till den han är idag.
Millan har startat hundcentret Dog Psychology Center i stadsdelsen South Central i East Los Angeles.
Han har medverkat, i rollen som sig själv, i TV-serier som Ghost Whisperer och Bones och även The Back-up Plan. Cesar Millan kom till Sverige för att hålla en föreläsning i Scandinavium; Göteborg den 24 maj 2012.

### Familj
År 1994 gifte sig Cesar med Ilusión Wilson Millan, som han träffade redan i tonåren. De skilde sig i juni 2010. Paret har två söner tillsammans, Andre (född 1995) och Calvin (född 2001).